# Svarte mosse, Skåne
Svarte mosse är en sjö i Sjöbo kommun i Skåne och ingår i Kävlingeåns huvudavrinningsområde.